# La Virtud (kommun)
La Virtud är en kommun i Honduras.   Den ligger i departementet Departamento de Lempira, i den västra delen av landet, 160 km väster om huvudstaden Tegucigalpa. Antalet invånare är 5 978. Arean är 83 kvadratkilometer.
Terrängen i La Virtud är kuperad.